# Alkannin
Alkannin är ett rött färgämne, som kan utvinnas ur rötterna hos växten alkanna.
Alkannin är lättlösligt i fett, oljor och etanol.
Det har använts som färg i konfekt, kosmetika och läkemedel. Som livsmedelstillsats fick ursprungligen alkannin E-nummer E103, men denna användning är ej längre tillåten. E103 har i stället tilldelats det gula färgämnet chrysoin, som kan utvinnas från så kallad falsk alkanna.
Nyansen hos alkannin varierar med lösningsmedlets pH-värde:
| pH                    | Färg        |
| --------------------- | ----------- |
| 6,1 (surt)            | Rödbetsrött |
| 8,8 (alkaliskt)       | Purpur      |
| 10 (starkt alkaliskt) | Blått       |

Löst i fett blir färgen djupröd.

## Medicinsk användning

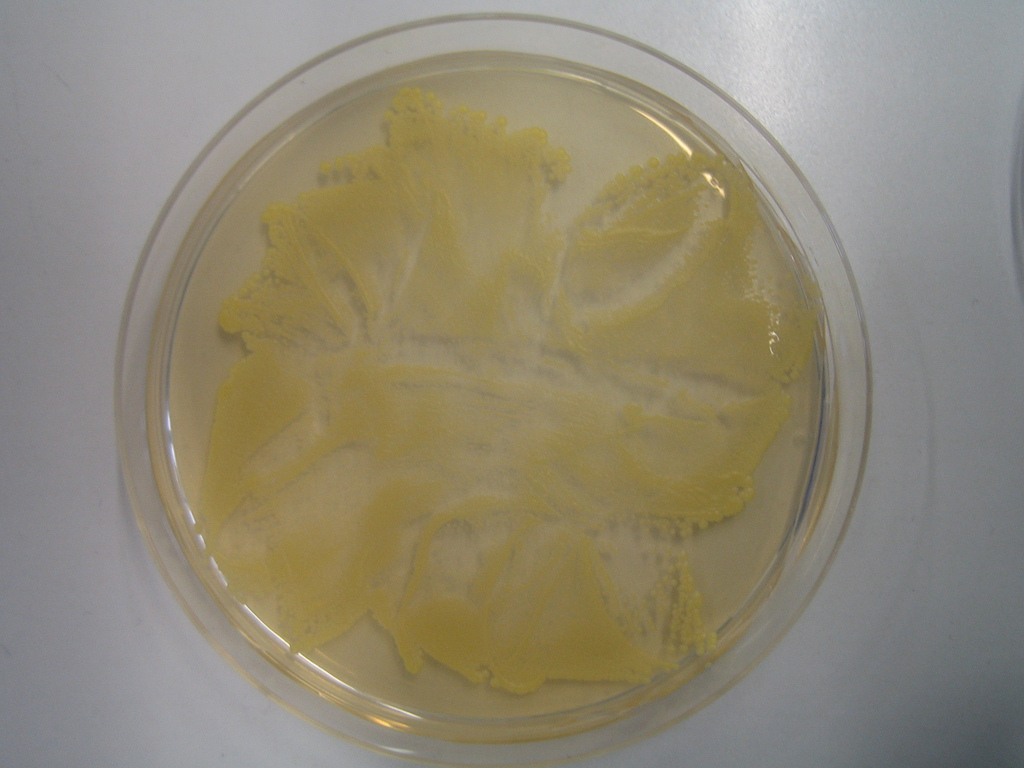
Staphylococcus aureus-odling
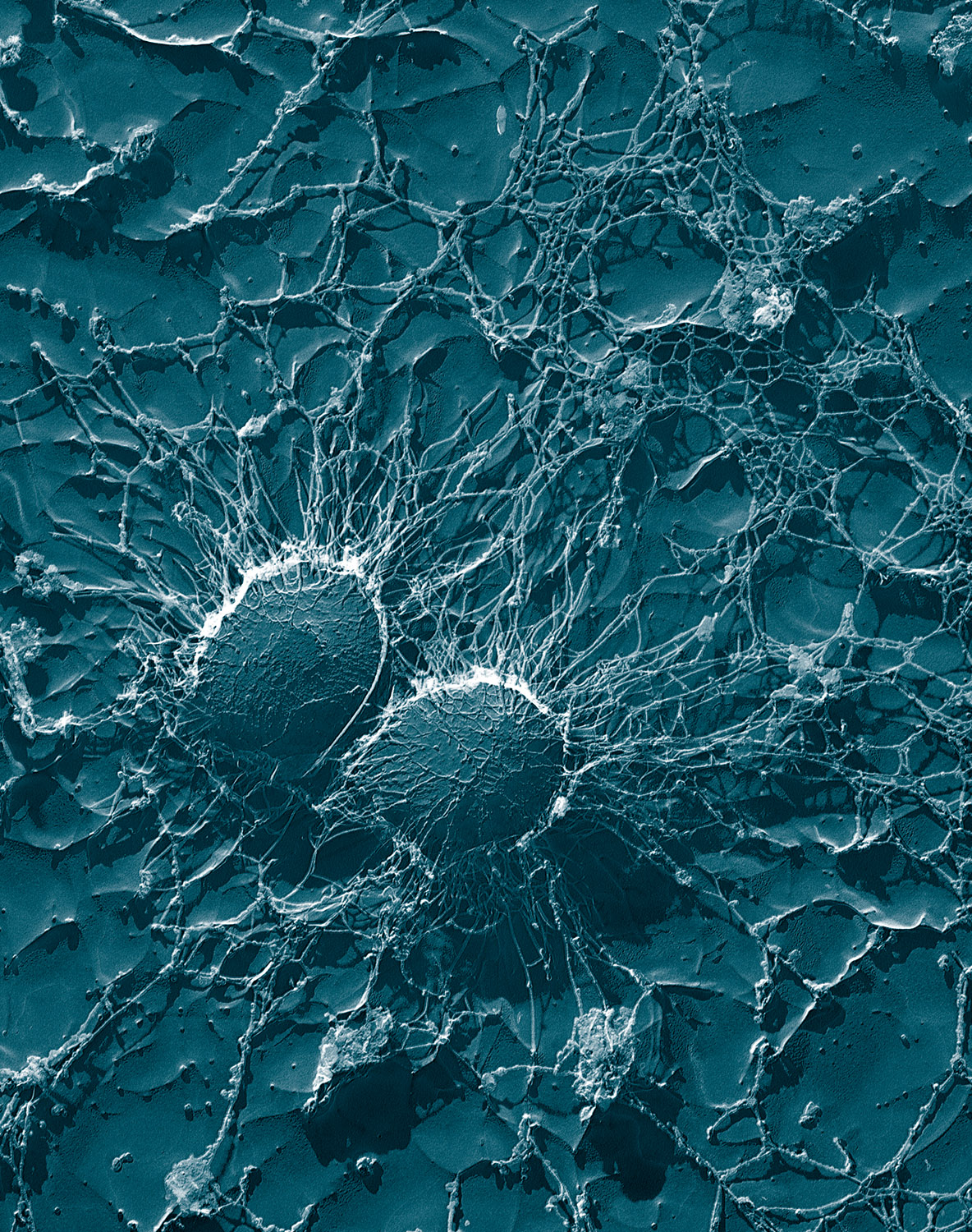
Staphylo-coccus aureus Förstoring 50 000 ×
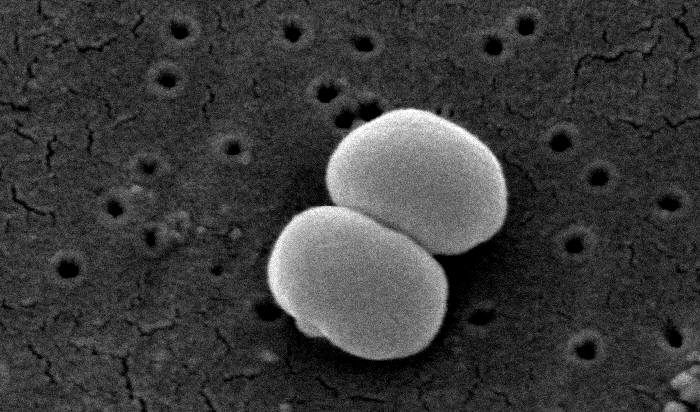
Staphylococcus epidermidis

Alkannin är urindrivande. Efter förtäring färgas urin och avföring rött, vilket skulle kunna misstolkas som blod, vilket vore tecken på sjukdom. Inga hälsovådliga effekter har dock rapporterats för alkanninfärgad urin och avföring hos människor.
Alkannin har visat sig ha viss desinficerande verkan mot mikroberna Staphylococcus aureus och Staphylococcus epidermidis, och det kan förklara varför kloka gummor i äldre tider använde alkanna, som innehåller alkannin, i beredningar till sårsalva. Detta ansågs även kunna användas mot åderbråck, men någon effekt av sådan behandling har inte kunnat påvisas i moderna studier.